# 萬國禁煙會

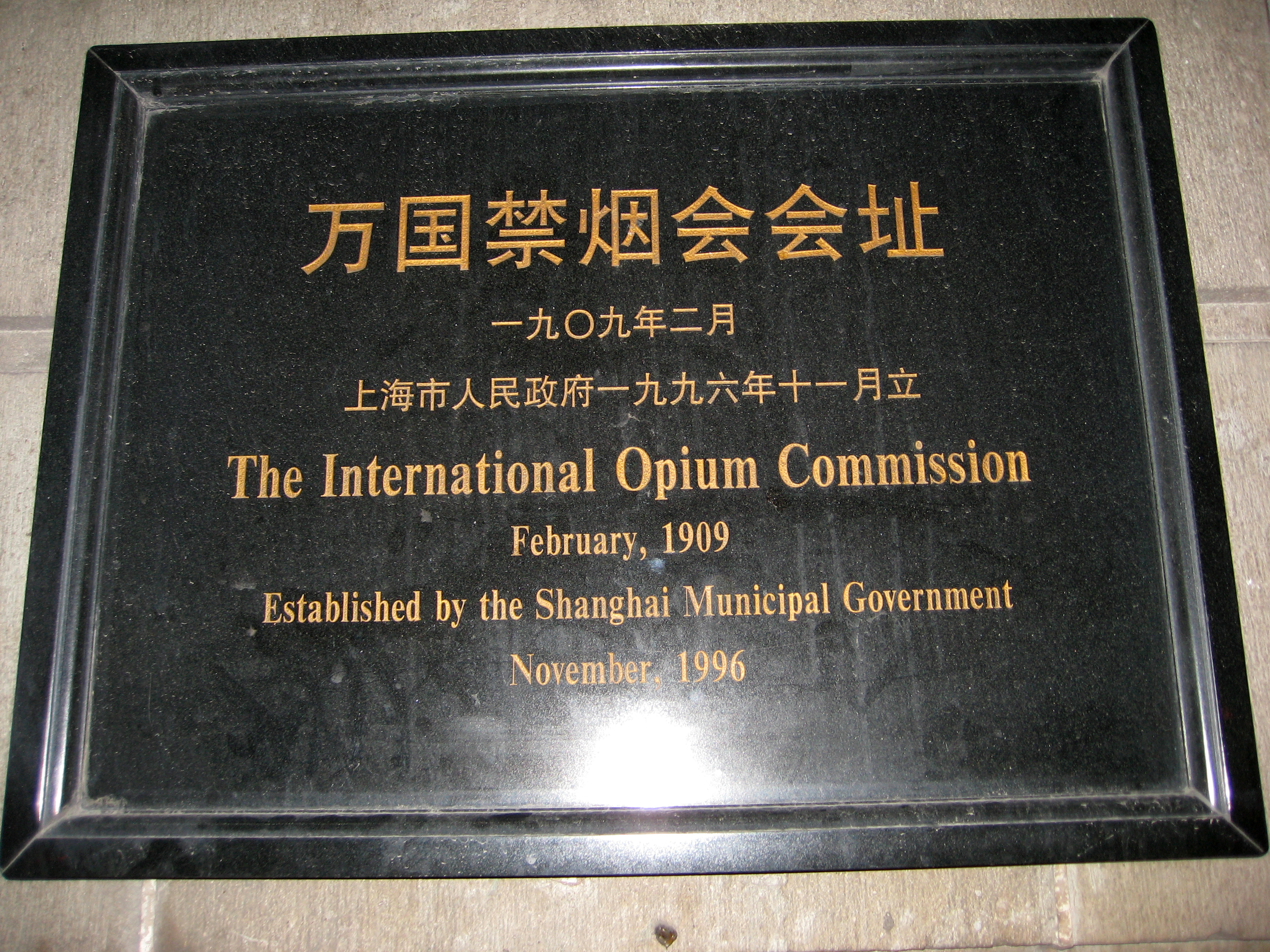
上海外滩汇中饭店紀念會議的牌子

萬國禁煙會是國際上第一次禁毒會議，於1909年2月1日至2月26日在上海召開。它促成了首部國際禁毒公約——1912年《海牙鴉片公約》的締結。

## 历史
会议在上海外滩汇中饭店召开，有来自中、美、英、法、德、俄、日、意、荷、葡、奥匈帝国、暹罗（今泰国）和波斯（今伊朗）等13个国家共41名代表參加，会议最终通过九项决议案。參加會議的中國首席代表是兩江總督端方。美國代表團由漢密爾頓·賴特博士和查爾斯·亨利·布倫特主教率領。

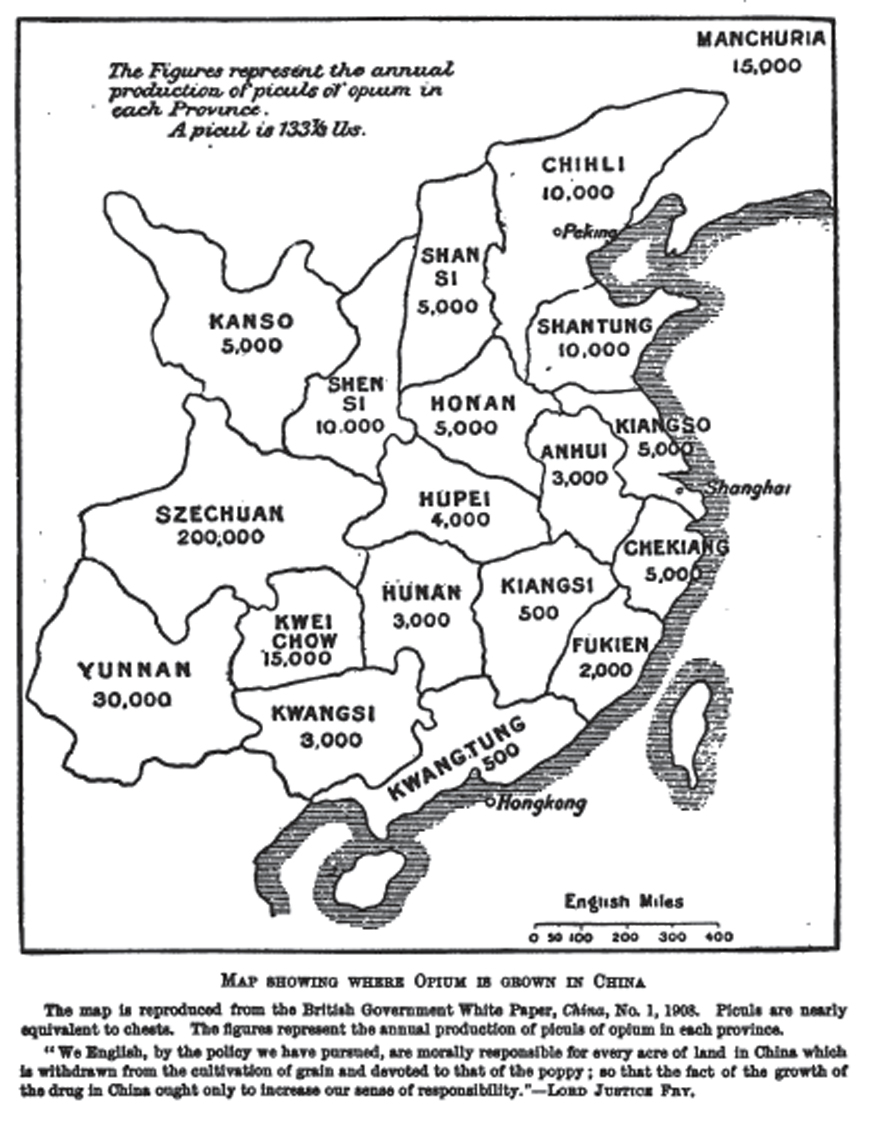
1908年中國各省鴉片產量

「萬國禁菸會」是由美國倡議發起。由於清政府正在開展的禁毒運動卓有成效，引起國際關注，備受鴉片毒品之害或與此有關的國家遂推選中國為這次國際禁毒會議的東道主。
據發布會稱，「將會議正式稱為『委員會』反映了美國試圖召開『會議』沒有成功的事實：後者的地位將賦予會議起草條例的權力，簽署國將受國際法的約束」。